# Нанжи, Франсуа де Бришанто
Франсуа де Бришанто (фр. François de Brichanteau; 4 октября 1618 — 14 июля 1644, под Гравелином), маркиз де Нанжи — французский генерал.

## Биография
Сын Никола II де Бришанто, маркиза де Нанжи, и Франсуазы-Эме де Рошфор.
Корнет роты шеволежеров принца Конде в течение четырех лет, в 1633 году участвовал в завоевании Лотарингии и взятии Нанси, где его рота оставалась до 1635 года. Кампмейстер пехотного полка Нанжи (16.08.1636), отказался от должности корнета; в кампанию того года под командованием принца Конде участвовал в осаде Доля. В следующем году воевал в Руссильоне и по окончании кампании распустил свой полк. Под началом Конде в 1637 году участвовал в осаде Фонтарабии, в 1639-м Сальсеса.
Наследник половины владений своей матери (1637). Кампмейстер Пикардийского полка, вакантного после смерти маркиза де Бреоте (27.08.1640), в кампанию того года участвовал в осаде Арраса, в 1641-м в осадах Эра, Ла-Басе и Бапома. В 1642 году служил в Испанских Нидерландах и Пикардии в войсках графа д'Аркура, державшегося в обороне. 24 декабря 1642 ему был пожалован пенсион в 3000 ливров из сберегательного казначейства.
В 1643 году сражался при Рокруа. Кампмаршал (13.06.1643), затем участвовал в осаде и взятии Тьонвиля и Сирка.
27 февраля 1644 был назначен государственным советником; принес присягу 12 марта. Служил во Фландрской армии и был убит при осаде Гравелина. Был погребен в Нанжи.

## Семья
Жена (1644): Мари де Байёль, дочь Никола де Байёля, барона де Шатогонтье, королевского советника, министра, президента Парижского парламента, сюринтенданта финансов, и Элизабет-Мари Малье дю Уссе. Брак бездетный. Вторым браком вышла за Луи-Шалона дю Бле, маркиза д'Юкселя. В 1702 году приказала воздвигнуть надгробие с эпитафией для своего первого мужа